# Зилур Рахман
Зилур Рахман (бенг. জিল্লুর রহমান; Дака, 9. март 1929 — Сингапур, 20. март 2013) био је председник Бангладеша од фебруара 2009. године до марта 2013. године.
Удовац је. Његова жена Иви Рахман је погинула у терористичком нападу 2004. године